# Distrito histórico de la calle principal de Fort Payne
El Distrito histórico de la calle principal de Fort Payne es un distrito histórico ubicado en Fort Payne, Alabama, Estados Unidos.

## Descripción
El distrito está entrado en la intersección de Gault Avenue y 1st Street. Contiene edificios comerciales y públicos que datan del segundo período de crecimiento de Fort Payne desde la década de 1920 hasta la Segunda Guerra Mundial. Los edificios de la primera ola de desarrollo en las décadas de 1880 y 1890 se centran en el distrito histórico del boom de Fort Payne al noreste. La mayoría de los edificios comerciales tienen un estilo de ladrillo simple y utilitario. Los edificios cívicos posteriores exhiben estilos más decorados, incluida la oficina de correos de estilo neoclásico (construida en 1936), el ayuntamiento de estilo streamline moderne (1941) y el edificio de actividades del condado de DeKalb (1941). El distrito fue incluido en el Registro Nacional de Lugares Históricos en 1989.